# Partit Popular Britànic (2015)
|  | No s'ha de confondre amb Partit Popular Britànic (1939) o Partit Popular Britànic (2005). |

El Partit Popular Britànic (en anglès: British People's Party), registrat oficialment com a Partit Popular Britànic – Unitat, Igualtat, Llibertat (en anglès: British People's Party – Unity, Equality, Freedom), va ser un partit polític britànic de curta durada que es va registrar a la Comissió Electoral i es va posar en marxa el desembre de 2015. Va deixar d'existir l'any 2016.

## Resultats electorals
Ben Marshall, membre del Consell Parroquial de Pilsley, es va unir al partit l'endemà del seu llançament per convertir-se en el seu primer regidor.
Les primeres eleccions del partit van ser les eleccions parcials del consell parroquial a Kintbury el 21 de gener de 2016, en què va obtenir 31 vots (8,2%).
El partit va disputar sense èxit les eleccions parcials del Consell de Districte de North East Derbyshire al barri de Tupton el 15 de setembre de 2016.